# Nienbergen

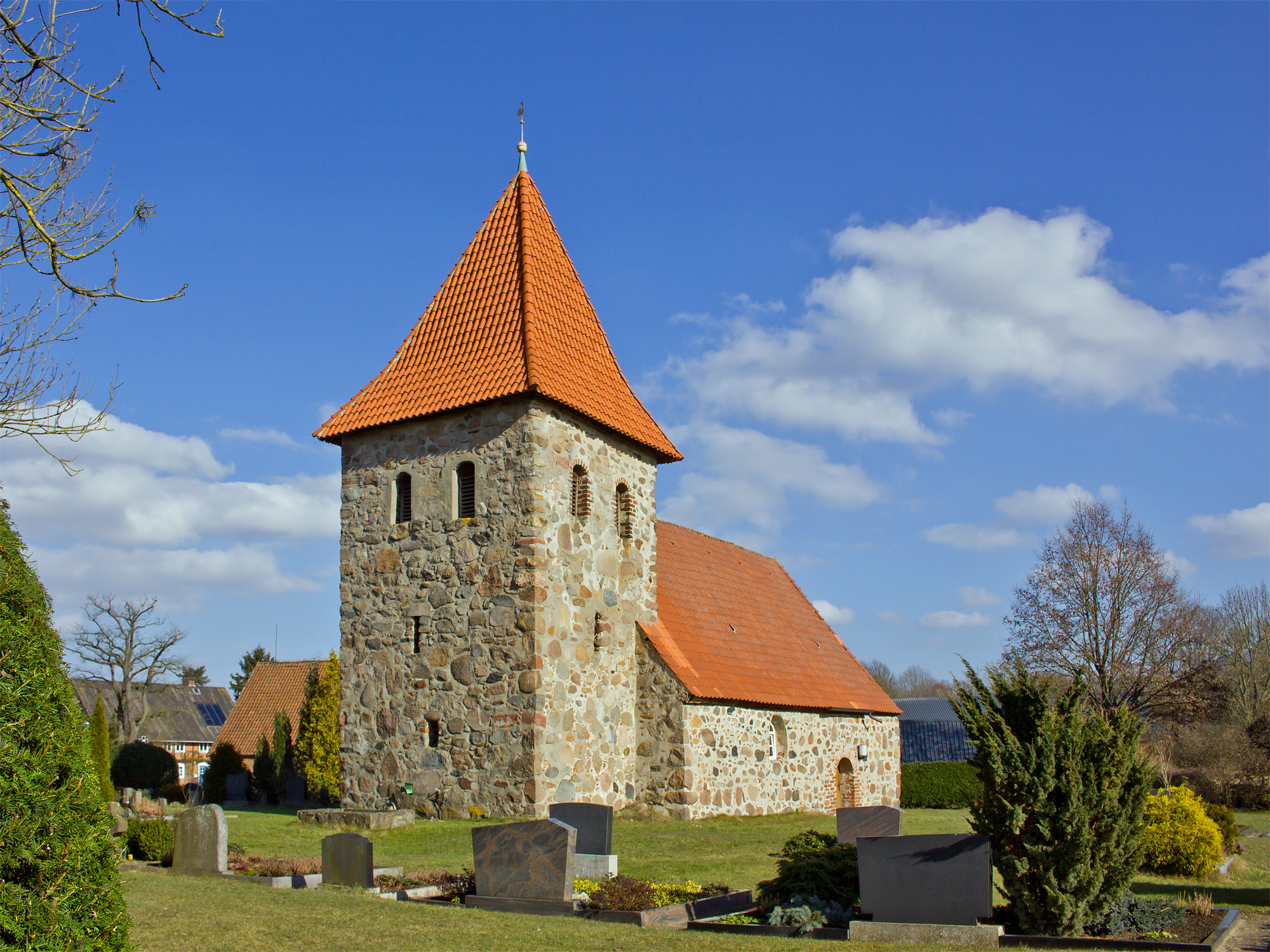
Feldsteinkapelle auf dem Friedhof

Nienbergen ist ein Ortsteil des Fleckens Bergen an der Dumme im Landkreis Lüchow-Dannenberg in Niedersachsen. Das Rundlingsdorf liegt 3 km südwestlich vom Kernort Bergen an der Dumme und direkt an der östlich verlaufenden Grenze zu Sachsen-Anhalt. Nienbergen liegt an der Bahnstrecke Stendal–Uelzen. Nördlich in 4,5 km Entfernung liegt das 480 Hektar große Naturschutzgebiet Schnegaer Mühlenbachtal.

## Geschichte
Nienbergen hieß bis zum 16. März 1936 Niendorf bei Bergen. Am 1. Juli 1972 wurde Nienbergen in die Gemeinde Bergen an der Dumme eingegliedert.

## Kapelle
Die evangelische Kapelle ist ein schlichter Feldsteinbau mit einem Westturm und einem eingezogenen runden Ostabschluss. Das Bauwerk stammt wahrscheinlich aus dem 14. Jahrhundert. An der Nordseite des Turmes befindet sich ein rundbogiges Portal. Der einfache Innenraum trägt eine Holzbalkendecke.